# Barend van Deelen
Barend van Deelen (Amersfoort, 19 juni 1988) is een Nederlandse radiopresentator.

## Biografie
Hij begon zijn radiocarrière bij de lokale omroep Midland FM en van daaruit naar de radioschool Veronica. Hier wordt hij aangenomen en gaat hij stage lopen bij Decibel Amsterdam. Zijn manier van presenteren is beïnvloed door dj Adam Curry die in de jaren 80 en 90 razend populair was. 

### 3FM
Door de opgedane radio-ervaring in de ochtend, middag en avond, kon Barend aan de slag in de nacht bij de publieke radiozender 3FM. Sinds juni 2009 presenteerde hij namens de NCRV iedere maandagochtend tussen 02.00 en 04.00 uur en iedere vrijdagochtend tussen 01.00 en 04.00 uur zijn eigen radioprogramma Barend.
Op 17 juli 2012 werd bekendgemaakt dat Van Deelen samen met Wijnand Speelman per 1 september 2012 voor de NCRV op zondagavond tussen 18.00 en 20.00 uur een nieuw programma op 3FM zal gaan maken als opvolger van Bring It On! van Sander Guis: Barend en Wijnand. Daarnaast neemt Van Deelen samen met Speelman de plaats in van Gerard Ekdom in de Freaknacht op zaterdagochtend van 4.00 tot 7.00 uur.
Op 15 november 2012 won Van Deelen samen met Wijnand Speelman de Marconi Award voor Aanstormend Talent. Het was de eerste keer dat een duo deze prijs won.
Vanaf januari 2015 nam Van Deelen in eerste instantie als tijdelijke vervanger de programma's 3FM Weekend Request en de Mega Top 50 van Bart Arens over. Later werd bekend dat dit voor vast zal zijn. In augustus 2015 verliet Van Deelen KRO-NCRV en tekende een volledig contract bij AVROTROS. Voor die omroep presenteerde hij op de zaterdag middag de Mega Top 50 en op hetzelfde tijdslot een programma op de zondagmiddag. Daarnaast bleef hij een gezamenlijk programma maken met Wijnand Speelman, op de vrijdagavond.
In de nieuwe programmering vanaf november 2016 werd het programma samen met Speelman beëindigd. Barend kreeg een plek in de doordeweekse nacht en bleef de Mega Top 50 doen. Op 31 december 2016 maakt Barend zijn laatste uitzending op NPO 3FM.

### Radio 538
In januari 2017 maakte Van Deelen de overstap naar Radio 538. Op 538 ging hij een weekendprogramma maken van 12.00 tot 15.00 uur en werd vaste vervanger doordeweeks. Hij nam het tijdslot over van Dennis Ruyer, die naar Radio Veronica vertrok. Vanaf 26 oktober 2017 presenteerde  hij ook nog op donderdag en vrijdag tussen 00.00 en 02.00 uur een nachtprogramma op de zender. Vanaf maart 2018 verhuisde hij naar de doordeweekse avond. Zijn vaste tijdslot was vanaf dan van 19:00 tot 22:00. Hij volgde hier Ivo van Breukelen op, die naar de ochtend verhuisde.
Vanaf 22 november 2021 was hij elke werkdag te horen tussen 10:00-12:00. Ook was hij sinds januari 2022 tussen 18:00-21:00 te horen op vrijdagavond met Iris Enthoven als sidekick. 

### Terugkeer naar NPO 3FM
In juli 2022 werd bekend dat Barend terugkeerde naar 3FM. Sinds 3 oktober 2022 presenteert hij daar van maandag tot donderdag de middagshow Barend & Benner (16:00-19:00). Dit doet hij samen met Nellie Benner en sidekick/producer Jelmer Gussinklo in de zendtijd van PowNed. Ook nam hij in december 2022, 2023 en 2024 plaats in het Glazen Huis voor Serious Request. In 2024 werd hij herenigd met Wijnand Speelman om voor NPO 3FM het EK te verslaan.
Vanaf 2024 is Van Deelen de voice-over in het PowNed-programma De uitsmijters.